# Oberickelsheim
Oberickelsheim er en kommune i den mittelfrankiske Landkreis Neustadt an der Aisch-Bad Windsheim i den tyske delstat Bayern. Den er en del af Verwaltungsgemeinschaft Uffenheim.

## Geografi
Kommunen ligger midt mellem Würzburg og Ansbach.
Nabokommuner er (med uret, fra nord): Marktbreit, Martinsheim, Gollhofen, Hemmersheim og Ochsenfurt.

### Inddeling
- Oberickelsheim
- Geißlingen
- Rodheim